# باكو ساكيان
باكو ساكيان (باللغة الأرمنية: Բակո Սահակյան) (ولد في 30 آب (أغسطس) 1960). شغل سابقاً منصب مدير الأمن في جمهورية مرتفعات قرة باغ التي استقلت بذاتها. وهو الرئيس الرابع للجمهورية غير المعترف بها. سبقه في رئاسة الدولة آركادي غوكاسيان الذي شغل المنصب الرئاسي لفترتين رئاسيتين مدة كل منهما 5 سنوات.

## عن حياته
ولد ساكيان في سيتباناكيرت في جمهورية أذربيجان السوفيتية الاشتراكية عام 1960. بعد أن خدم في الجيش السوفياتي، عمل في مصنع ستيباناكيرت لمدة تسع سنوات. عام 1990، انضم إلى جيش دفاع ناغورنو كاراباخ وفيه أصبح نائباً لرئيس جهاز الأمن. عام 1999، تم تعيينه في منصب وزير الداخلية. كما قاد جهاز الأمن في ناغارنو كاراباخ من عام 2001 حتى شهر حزيران 2007، عندما استقال للترشح لانتخابات الرئاسة في 2007.
ترشح ساكيان في انتخابات الرئاسة كمستقل، وفاز في الانتخابات بـ85% من الأصوات. حصل ساكيان في دعم الناخبين بسبب سجل خدمته في الجهاز الأمني. سعى باكو ساكيان للحصول على استقلال تام لناغورنو كاراباخ متخذاً من الأعتراف الدولي بكوسوفو كدولة مستقلة مثالاً في مسعاه، من شأنه أن يمهّد الطريق لقبول ناغورنو كاراباخ.
باكو ساكيان متزوج وله ولدان.